# Edificio di contenimento

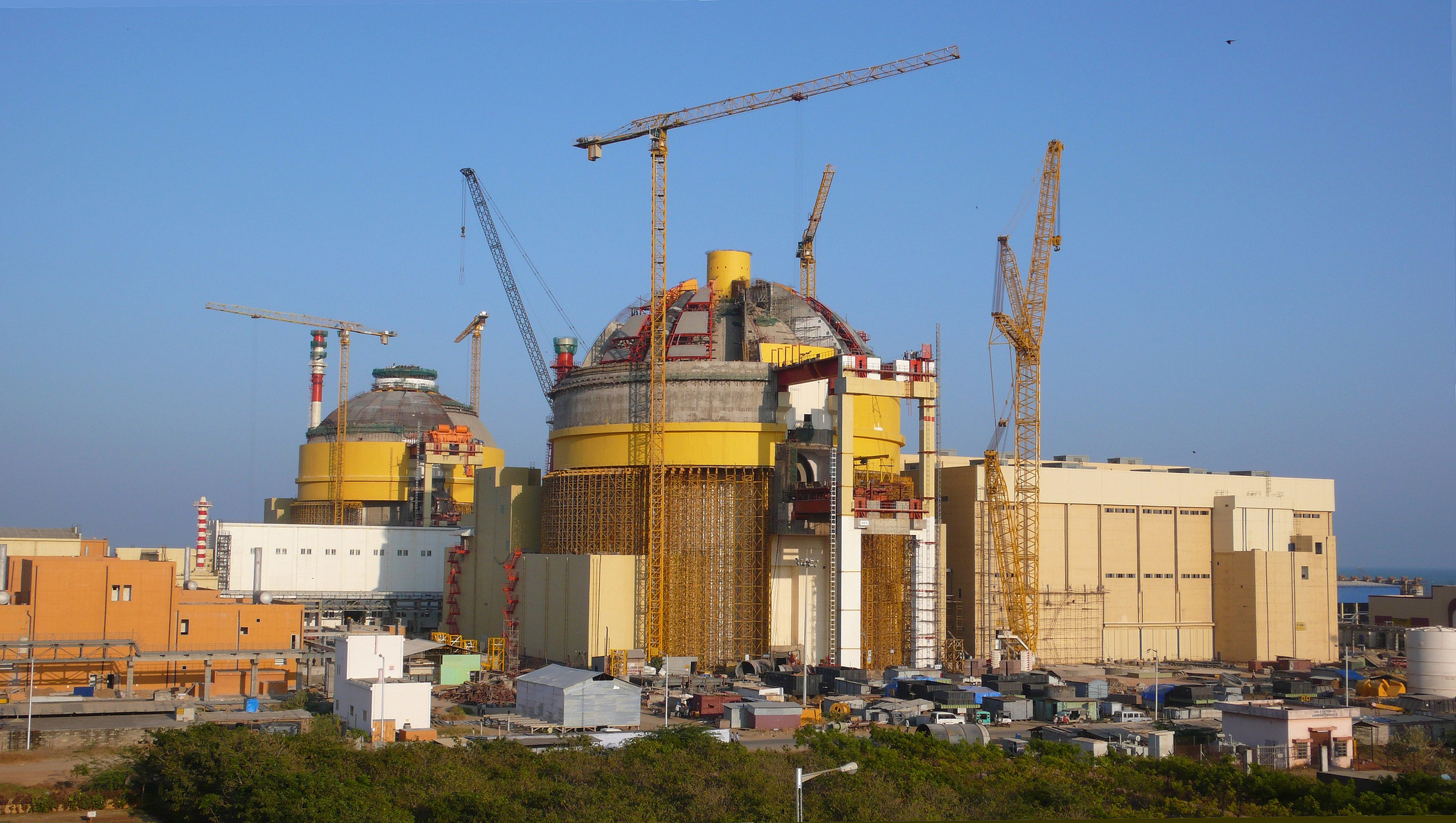
Edifici di contenimento della centrale nucleare di Kudankulam in costruzione nel 2009

L'edificio di contenimento è una struttura fondamentale per la sicurezza nucleare delle centrali nucleari in quanto consente di isolare le componenti radioattive dell'impianto dalla biosfera. L'edificio di contenimento è quindi progettato per contenere il sistema nucleare di alimentazione del vapore (in inglese nuclear steam supply system, NSSS) formato dal reattore nucleare e dal suo circuito primario e per resistere ai disastri naturali e a possibili gravi incidenti. L'edificio di contenimento è costituito da spesse pareti di cemento armato rivestite d'acciaio ed è dotato di numerosi sistemi di sicurezza sia attivi sia passivi; mentre i primi necessitano dell'alimentazione elettrica per funzionare, i secondi operano sfruttando unicamente processi fisici spontanei.